# 所罗门群岛足球协会
所罗门群岛足球协会（Solomon Islands Football Federation）是專門管轄所羅門群島足球事務的組織。

## 足协简介
所罗门群岛足球协会创建于1978年，其于1988年进入国际足球联合会，同年进入大洋洲足球联合会。